# Semiarundinaria fastuosa
Semiarundinaria fastuosa är en gräsart som först beskrevs av Algernon Bertram Freeman Mitford, och fick sitt nu gällande namn av Tomitaro Makino. Semiarundinaria fastuosa ingår i släktet Semiarundinaria och familjen gräs. Inga underarter finns listade i Catalogue of Life.

## Bildgalleri

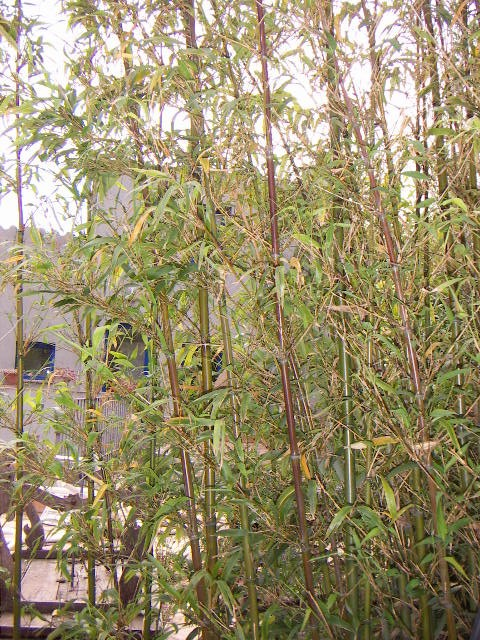
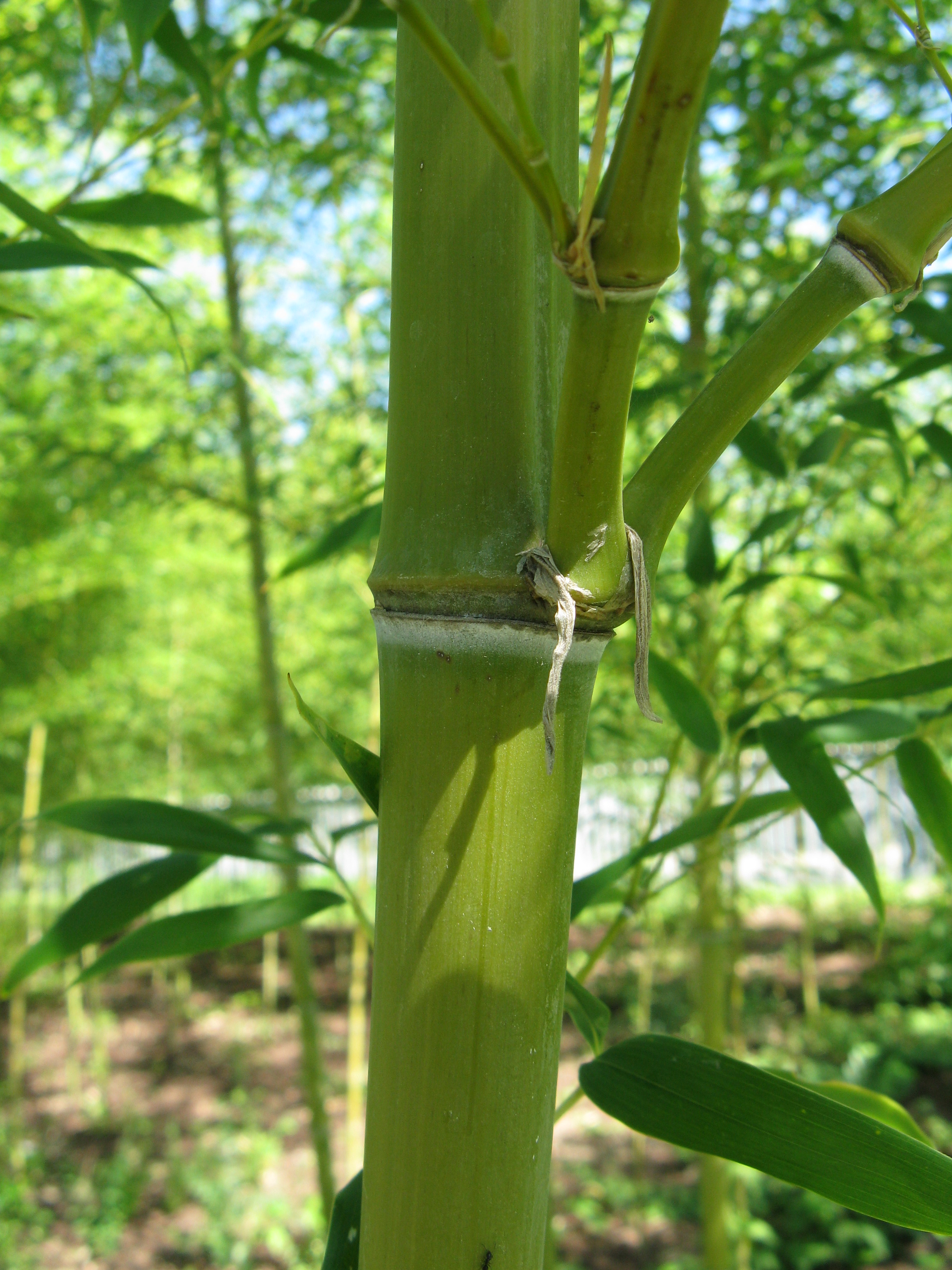
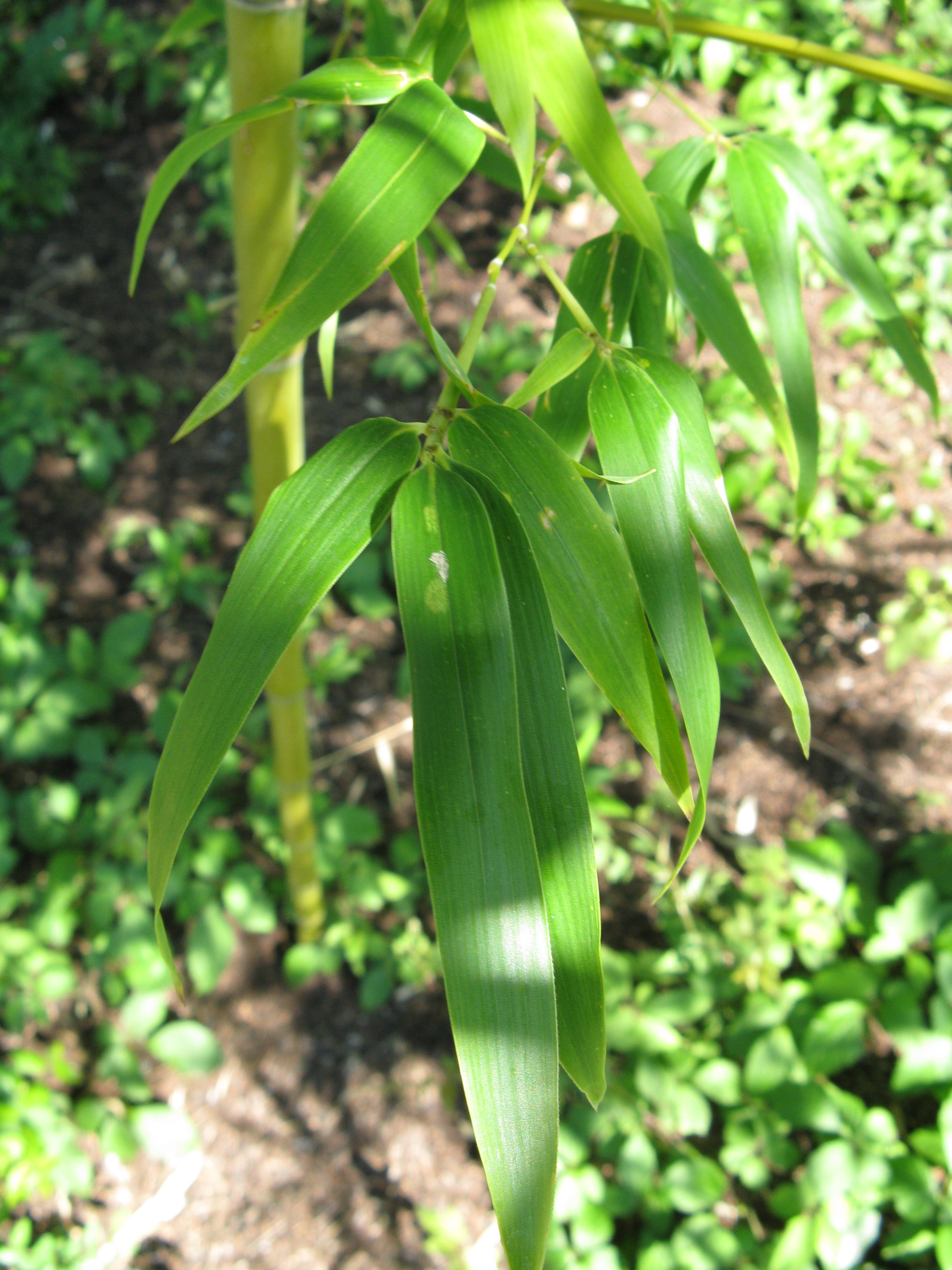
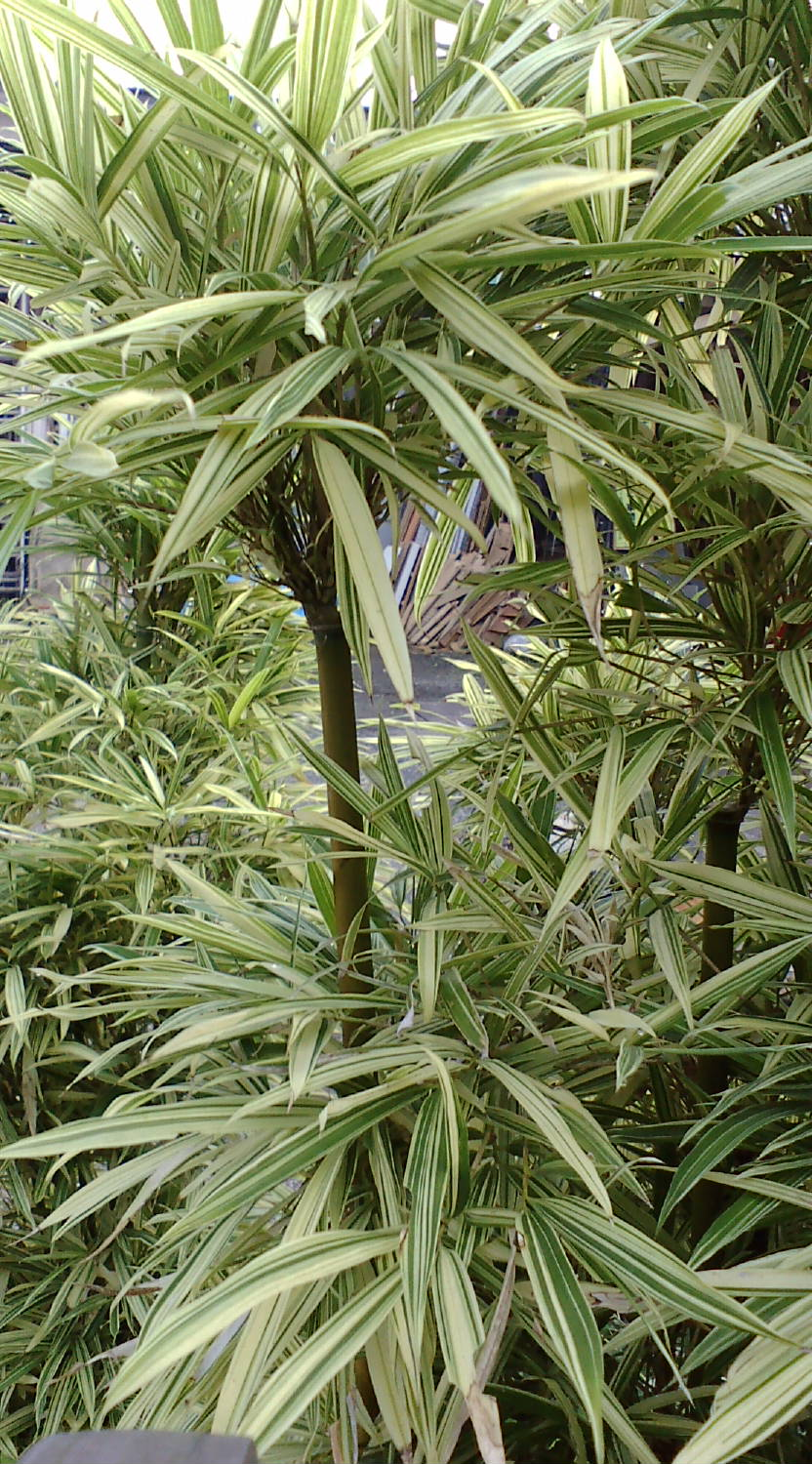
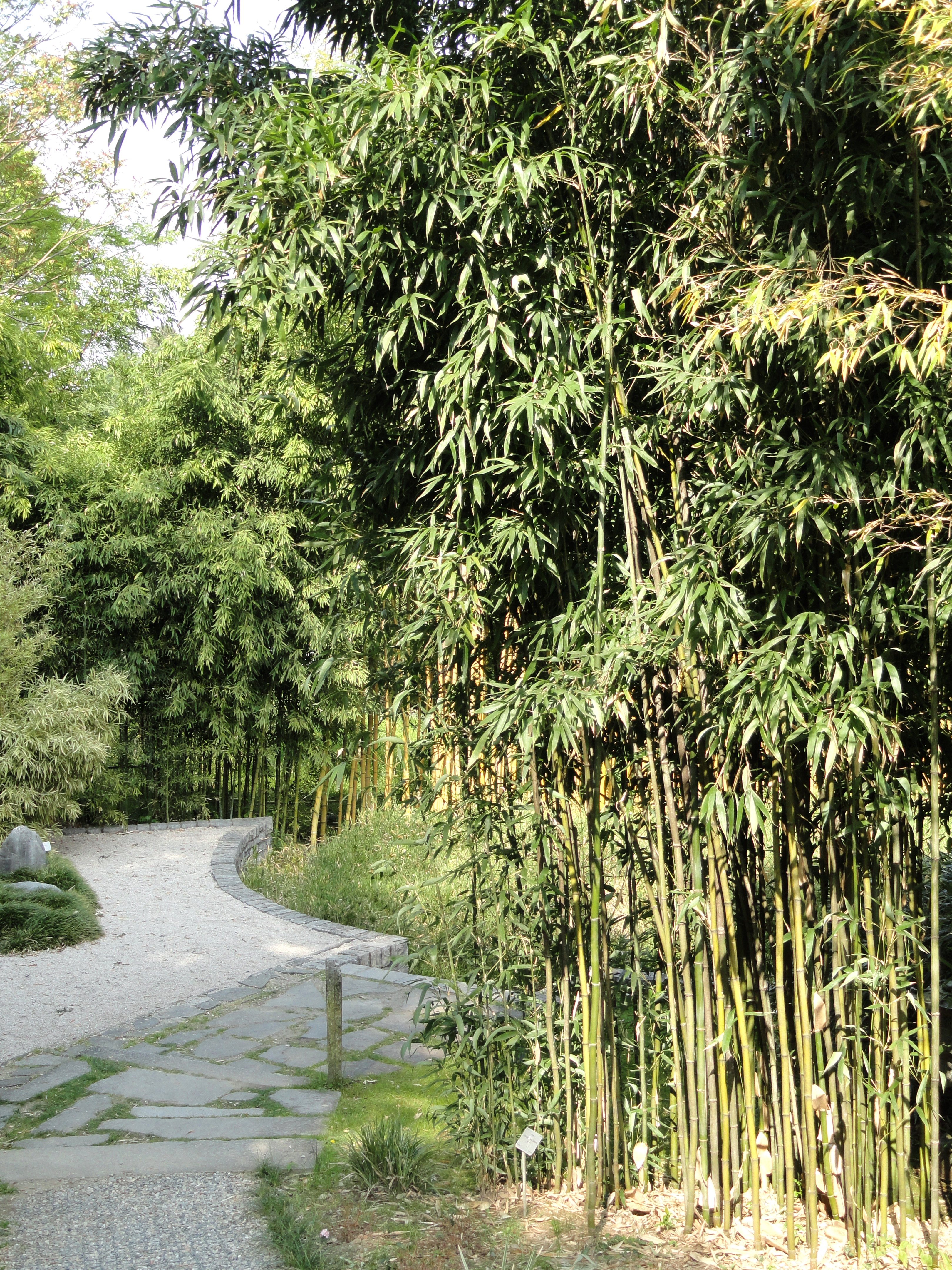